# Anaulacodesmus arearus
Anaulacodesmus arearus är en mångfotingart som beskrevs av Carl Graf Attems. Anaulacodesmus arearus ingår i släktet Anaulacodesmus och familjen orangeridubbelfotingar. Inga underarter finns listade i Catalogue of Life.